# Ravit Helled
Ravit Helled Ita (en hebreo: רוית חלד איטה; Tel Aviv, 1980) es una investigadora de ciencias planetarias y profesora del departamento de astrofísica y cosmología de la Universidad de Zúrich. Es miembro de equipo de investigación de la misión Juno, trabaja en la Agencia Espacial Europea (ESA) como parte del equipo científico de la futura misión JUICE y está integrada dentro del equipo de investigación de la futura misión PLATO, también de la ESA.

## Carrera
Terminó su licenciatura en ciencias en la Universidad de Tel Aviv en 2004, donde también obtuvo su doctorado, en 2007. Su trabajo doctoral se enfocó en formaciones planetarias. Entre los años 2007 y 2009 fue estudiante de postdoctorado del departamento de ciencias planetarias en la Universidad de California en Los Ángeles. Desde 2009 fue miembro de un equipo de investigación, donde investigó la influencia de discos planetesimales en la formación de planetas gigantes gaseosos. En 2011 fue asignada como catedrática del departamento de ciencias terrestres de la Universidad de Tel Aviv y en 2015 fue nombrada profesora asociada. En el año 2016 se unió a un equipo de investigación de la Universidad de Zúrich. Además desde 2016 forma parte del equipo científico de la misión Juno, dedicada a investigar la atmósfera, origen y estructura de Júpiter. También forma parte, como jefa de equipo, de un grupo de investigación de la Agencia Espacial Europea a cargo de las misiones JUICE y PLATO, futuras misiones de exploración de Júpiter y planetas extrasolares, respectivamente.

### Investigación
La línea de investigación principal de Helled es la formación y evolución de planetas en el sistema solar, estudia la relación entre su formación y su estructura interna, en especial de planetas gaseosos como Júpiter, Saturno y los planetas fríos Neptuno y Urano. Otros puntos de sus investigaciones son el examen de la composición de los planetas, mediante modelos computacionales se predice su comportamiento dinámico y se compara con otros modelos. Junto a Yohai Kaspi y Oded Aaronson del Instituto Weizmann de Ciencias y Bill Hubbard de la Universidad de Arizona, han calculado que los fuertes vientos en Urano y Neptuno están limitados a una capa atmosférica cuya profundidad es de casi mil kilómetros. Los vientos estudiados tienen velocidades de dos mil kilómetros por hora y son frecuentes las tormentas. Helled et al. modelaron la influencia de los vientos en el campo gravitatorio de los planetas y mostraron que las corrientes solo son un pequeño porcentaje de la masa planetaria, estas corrientes crean pequeñas variaciones y fluctúan el campo gravitatorio. Además crearon un mapa del campo gravitatorio del los planetas. En el año 2015 Helled, Yohai Kaspi y Eli Galanti lograron calcular el tiempo de rotación de Saturno en 10 horas, 32 minutos y 45 segundos, el cálculo anterior estaba basado en mediciones de la sonda Voyager 2, hechas en 1981. Uno de los problemas encontrados fue que los componentes de la atmósfera de Saturno basados en hidrógeno y helio, no siguen la rotación del planeta de forma uniforme. Por ello, Helled et al. calcularon la velocidad de rotación midiendo el campo grativacional, calculando su densidad y elipticidad.

### Publicaciones selectas
- Helled, Ravit; Anderson, John D.; Schubert, Gerald; Podolak, Morris (2010). Interior Models of Uranus and Neptune 726 (1). The Astrophysical Journal. p. 15. doi:10.1088/0004-637X/726/1/15.
- Helled, Ravit; Bodenheimer, P.; Podolak, M.; Boley, A. (2010). Giant Planet Formation, Evolution, and Internal Structure 914. Tucson: University of Arizona Press. pp. 643-665. Bibcode:2014prpl.conf..643H. doi:10.2458/azu_uapress_9780816531240-ch028.
- Helled, Ravit; Schubert, Gerald (2008). Core Formation in Giant Gaseous Protoplanets 198 (1). Astrophysics. pp. 156-162. doi:10.1016/j.icarus.2008.08.002.
- Helled, Ravit; Galanti, Eli; Kaspi, Yohai (2015). Saturn’s fast spin determined from its gravitational field and oblateness 520 (7546). Nature. pp. 202-204. Bibcode:2015Natur.520..202H. doi:10.1038/nature14278.
- Helled, Ravit; Lunine, Jonathan; Kaspi, Yohai (2014). Measuring Jupiter's water abundance by Juno: The link between interior and formation models 441 (3). Monthly Notices of the Royal Astronomical Society. pp. 2273-2279. Bibcode:2014MNRAS.441.2273H. doi:10.1093/mnras/stu516.